# Гурин Іван Іванович
Гурин Іван Іванович (нар.24 квітня (7 травня) 1905, с. Бзів, тепер Баришівського району Київської області — пом.20 жовтня 1995, м. Миргород Полтавської області) — український фольклорист, лексикограф, етнограф, мовознавець, педагог, громадський діяч.

## Біографія
Після закінчення Ржищівського педагогічного технікуму отримав направлення на роботу в Жванець нинішнього Кам’янець-Подільського району.
1926—1929 роках працював учителем суспільствознавства та географії у Жванецькій семирічці.
У Жванці одружився з учителькою біології й хімії Вірою Олійник.
1931 року заочно закінчив Кам’янець-Подільський інститут соціального виховання.
1938 — закінчив Київський педагогічний інститут.
У 1926—1966 працював учителем української мови та літератури на теренах семи областей України.

## Наукова діяльність

### Фольклор, етнографія
Зібрав великий фольклорний, етнографічний і діалектологічний матеріал — понад три тисячі пісень, окрім цього, записані тисячі загадок, казок, бувальщин, анекдотів, голосінь, замовлянь, рецептів народної медицини, три тисячі прислів'їв та приказок, — що увійшли, зокрема, до академічних збірників «Чумацькі пісні» (1976), «Весільні пісні» (1982), «Дитячий фольклор» (1984) та виданий окремими збірниками:
- «Українські народні загадки» (1963),
- «Образне слово» (народні порівняння; 1966, 1974),
- «Хитру сороку спіймати морока (скоромовки)» (1967).

### Словники
Уклав (опубліковані):
- Словник українських рим / уклад. А.А. Бурячком, І. І. Гурин. — АН УРСР, Інститут мовознавства ім. О. О. Потебні. — Київ : Наукова думка, 1979. — 338 с.

- Словник рим Євгена Гребінки / уклад. І. І. Гурин. — Миргород : б.в, 1982. — 65 с.

Неопубліковані:
- Словники рим:
  - Івана Котляревського,
  - Левка Боровиковського,
  - Петра Гулака-Артемовського,
  - Тараса Шевченка,
  - Маркіяна Шашкевича,
  - Леоніда Глібова,
  - Лесі Українки та ін.

- Словник антонімів української мови.

- Зібраний численний матеріал до словників:

Словник епітетів; Словник прислів’їв; Весільний словник; Словник народного віршування та римування; Словничок дитячої лексики, Словник етнографічний (побуту), Словник етнографічних діалективізмів, Словник реалій українського фольклору, Словник епітетів Т.Шевченка.
Більшість рукописів зберігаються у ЦДАМЛМ України, словник рим Т. Шевченка — в Інституті літератури HAH України.

## Громадянська позиція
- Ініціатор та організатор спорудження пам'ятника Т.Г.Шевченку у м. Млинові (1960)[3]
- Стояв біля витоків Миргородського літературно-меморіального музею Давида Гурамішілі та був його першим громадським директором.[2]